# Cointreau

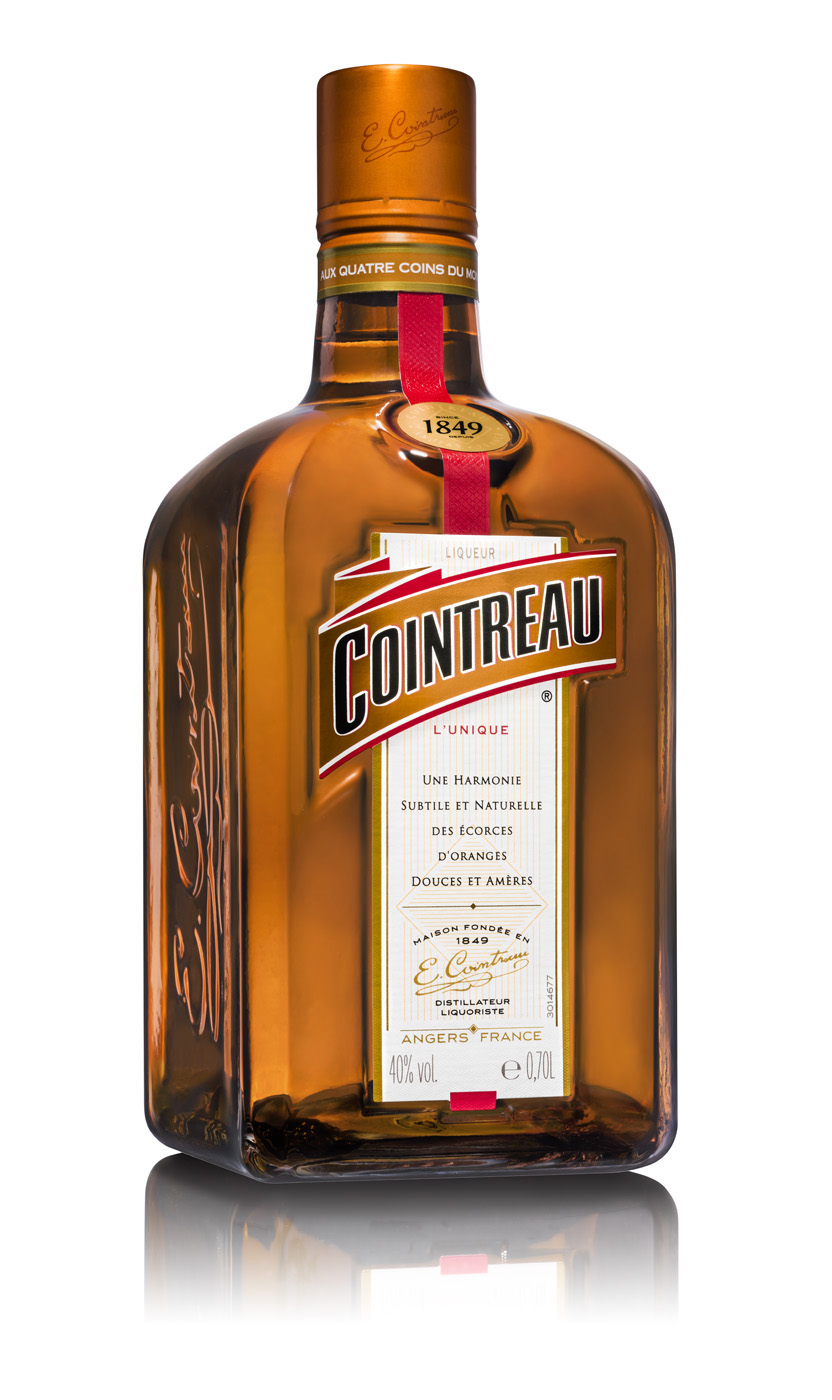
En flaska Cointreau.

Cointreau (IPA: [kwɛ̃'tʀo]), fransk likör av typen triple sec med smak av pomerans. 
Cointreaudestilleriet grundades 1849 på Rue Saint-Aubin i Angers (i departementet Maine-et-Loire, Pays de la Loire) av bröderna Adolphe och Edouard-Jean Cointreau. Deras första framgång var Cherry Liqueur, körsbärslikör vars recept tidigare varit bortglömt. Cointreau likör kom att bli den stora framgången för företaget. För närvarande säljs över 13 miljoner flaskor per år i nästan alla världens länder. 95 % av produktionen säljs utanför Frankrike. Framställningsmetoden är alltjämt en familjehemlighet. Destilleriet är delvis öppet för allmänheten och ett museum öppnades vid 150-årsjubileet 1999.
Cointreau används ofta vid flambering av maträtter och ingår också i cocktailerna Cosmopolitan och Margarita, med flera.